# Elettrotreno Cisalpino ETR.470
L'ETR.470 è un elettrotreno italiano ad alta velocità con assetto variabile, derivato dall'ETR.460. È stato realizzato in nove esemplari, che in origine facevano parte della flotta Cisalpino e venivano impiegati per offrire un servizio di alto livello tra l'Italia e la Svizzera attraverso le Alpi con servizio di bar e ristorante; in seguito alla cessazione delle attività di Cisalpino, cinque esemplari sono stati destinati prima ai servizi Frecciabianca in Italia e poi alla società ferroviaria greca TrainOSE.

## Storia
Nella seconda metà degli anni '90 il primo ETR.470, composto di tre carrozze, fu impiegato in diverse corse prova tra Svizzera e italia. 
È stato costruito in 9 esemplari (treni 1-9) di nove elementi ciascuno dalla Fiat Ferroviaria, a cui è stato commissionato il 30 dicembre del 1994, in collaborazione con le aziende svizzere Schindler e Vevey Technologies. La commessa ha subito tutta una serie di contestazioni da parte della stampa svizzera a causa dei numerosi inconvenienti accusati dai prototipi. La consegna dell'elettrotreno numero 9, ultimo della serie, è avvenuta il 9 luglio 1997.
Fu successivamente esteso anche in Germania, dove sfruttava la tensione a 15 kV in corrente alternata monofase a 16,7 Hz.
Il 13 dicembre 2009 gli ETR.470 sono stati divisi tra Trenitalia (treni 1, 4, 6, 7, 8)  e le FFS (treni 2, 3, 5, 9) in seguito alla cessazione dell'attività operativa della Cisalpino SA. In occasione della spartizione tra le due imprese ferroviarie i treni hanno mantenuto la stessa livrea, ricevendo tuttavia i loghi di FFS o Trenitalia al posto di quelli Cisalpino.
Il 31 maggio 2011 le FFS annunciarono che i quattro convogli in loro possesso sarebbero stati messi fuori servizio entro dicembre 2015 e che di conseguenza i lavori di "grande manutenzione", previsti normalmente dopo 4,2 milioni di km percorsi, non sarebbero stati effettuati.
Malgrado serie trattative con delle imprese ferroviarie dell'Europa orientale, le FFS non riuscirono a trovare un acquirente per i loro elettrotreni (anche la stessa Trenitalia non disponeva dei fondi necessari all'acquisto e alla messa in servizio, previa revisione, dei convogli), ragione per la quale decisero di rottamare i treni e di vendere i pezzi di ricambio ad eventuali interessati.
All'inizio del 2016 risultavano rottamati gli elettrotreni in mano a FFS a eccezione dell'unita nº 9, mantenuta per l'eventuale inserimento nel parco storico. Nel 2017 le tre carrozze di estremità di seconda classe del treno numero 9 vengono inviate a Bologna per essere impiegate nella ricostruzione dell'ETR 485.36, rimasto danneggiato in un incidente, mentre la carrozza di estremità di prima classe è stata inizialmente conservata dalle Ferrovie Federali Svizzere come veicolo storico (non funzionante). Le altre 5 carrozze rimanenti sono state demolite.
Per gli esemplari in possesso di Trenitalia, invece, l'intervallo fra le riparazioni intermedie in officina è stato esteso nel 2014 a 2,4 milioni di km.
Con il cambio di orario del 13 dicembre 2015 gli ETR.470 di Trenitalia, assegnati all'impianto di Roma San Lorenzo, sono stati introdotti nei servizi Frecciabianca Roma Termini-Reggio Calabria Centrale in aggiunta agli ETR.460 ed ETR.463, distinguendosi da questi per il muso lasciato di colore grigio/argentato.
Successivamente tutti gli ETR.470 sono stati modificati per essere trasferiti sulla rete ferroviaria della Grecia in forza a TrainOSE, società di proprietà delle FS. Il primo treno è arrivato in Grecia presso la rimessa di Salonicco il 17 gennaio 2021.
L'ingresso in servizio, inizialmente programmato per il 25 marzo 2021 sulla tratta Atene-Salonicco, che dovrebbe essere percorsa in 3 ore e un quarto, abbassando i tempi di percorrenza di tre quarti d'ora, è stato rimandato per la pandemia di COVID-19 e per la mancanza delle sabbiere sui convogli, necessaria per circolare sulla rete greca. La nuova data fissata per il viaggio inaugurale, stabilito per metà gennaio 2022, è stata nuovamente disattesa a causa dell'autorità per la sicurezza delle ferrovie greche che ha richiesto una proroga al 1º marzo, di modo da studiare la nuova documentazione fornita per la concessione dell'omologazione. Il 21 febbraio 2022 l'omologazione è stata emessa e l'ingresso in servizio commerciale è avvenuto il 15 maggio 2022.

## Caratteristiche

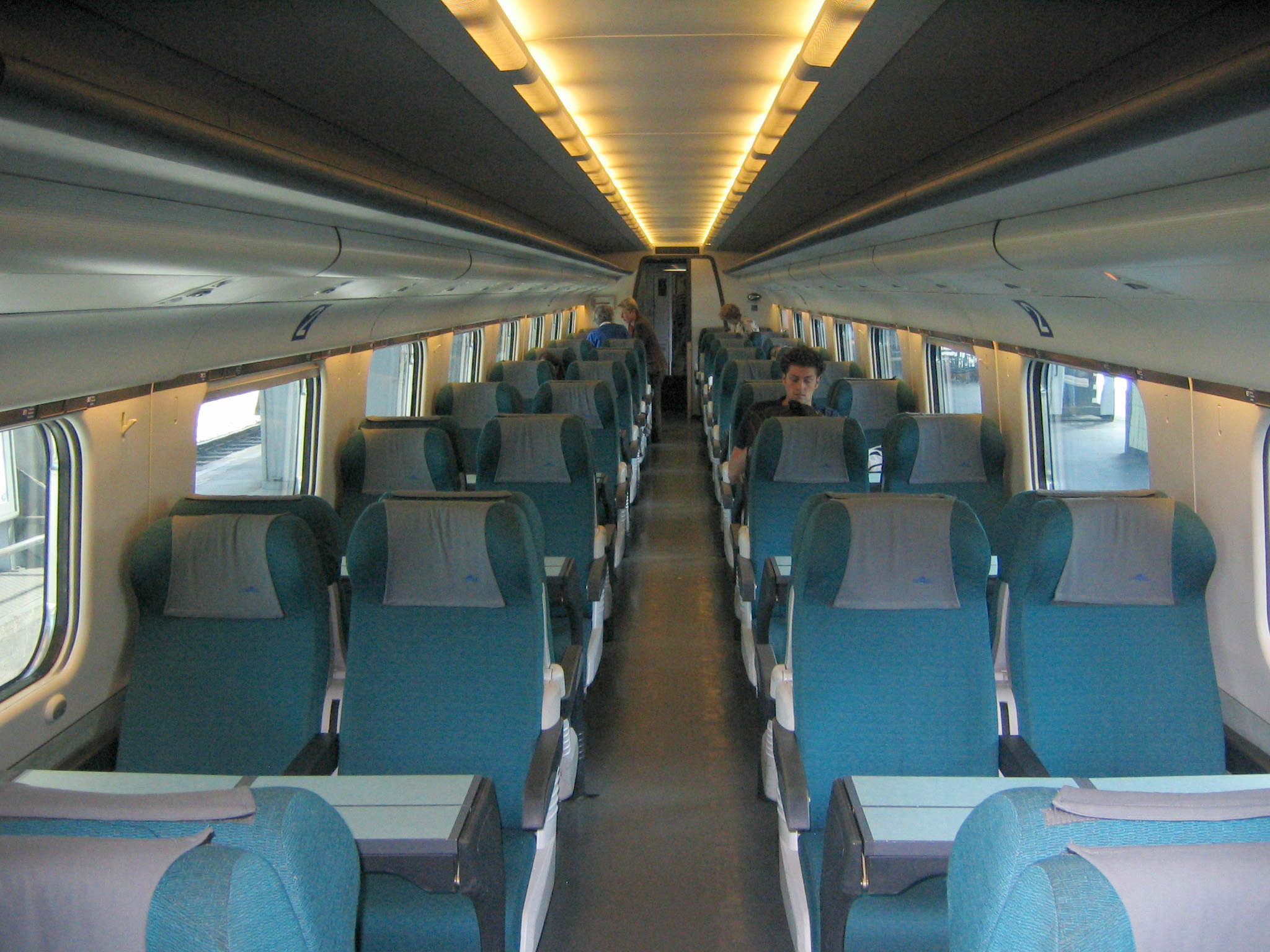
Interni di seconda classe di un ETR 470 Cisalpino

L'impostazione di massima del convoglio ricalcava quella dell'ETR.460, da cui derivava. Differenti erano invece la parte elettrica ed elettronica, trattandosi di un mezzo atto a svolgere servizio non solo sotto catenaria a 3 kV a corrente continua, come quella italiana, ma anche a 15 kV a corrente alternata monofase a frequenza ferroviaria di 16,7 Hz, standard usato in Svizzera e in Germania.
L'elettrotreno ha previsto una riprogettazione accurata del sistema di pendolamento usato sull'ETR.460, date le differenti caratteristiche della rete delle FFS, che ha svariati tratti di linea caratterizzati da curve e controcurve, come la ferrovia storica del Gottardo, privi dei rettilinei di innesto parabolico tipici della rete italiana.
Ogni treno era composto da 9 carrozze suddivise in 3 unità di trazione indipendenti, che comprendevano ognuna un trasformatore, un inverter di trazione, due convertitori statici per i servizi ausiliari e quattro motori di trazione. Gli inverter di trazione, dalla potenza di 2 MW, erano costruiti con la tecnologia GTO e controllavano ognuno quattro motori trifase asincroni.

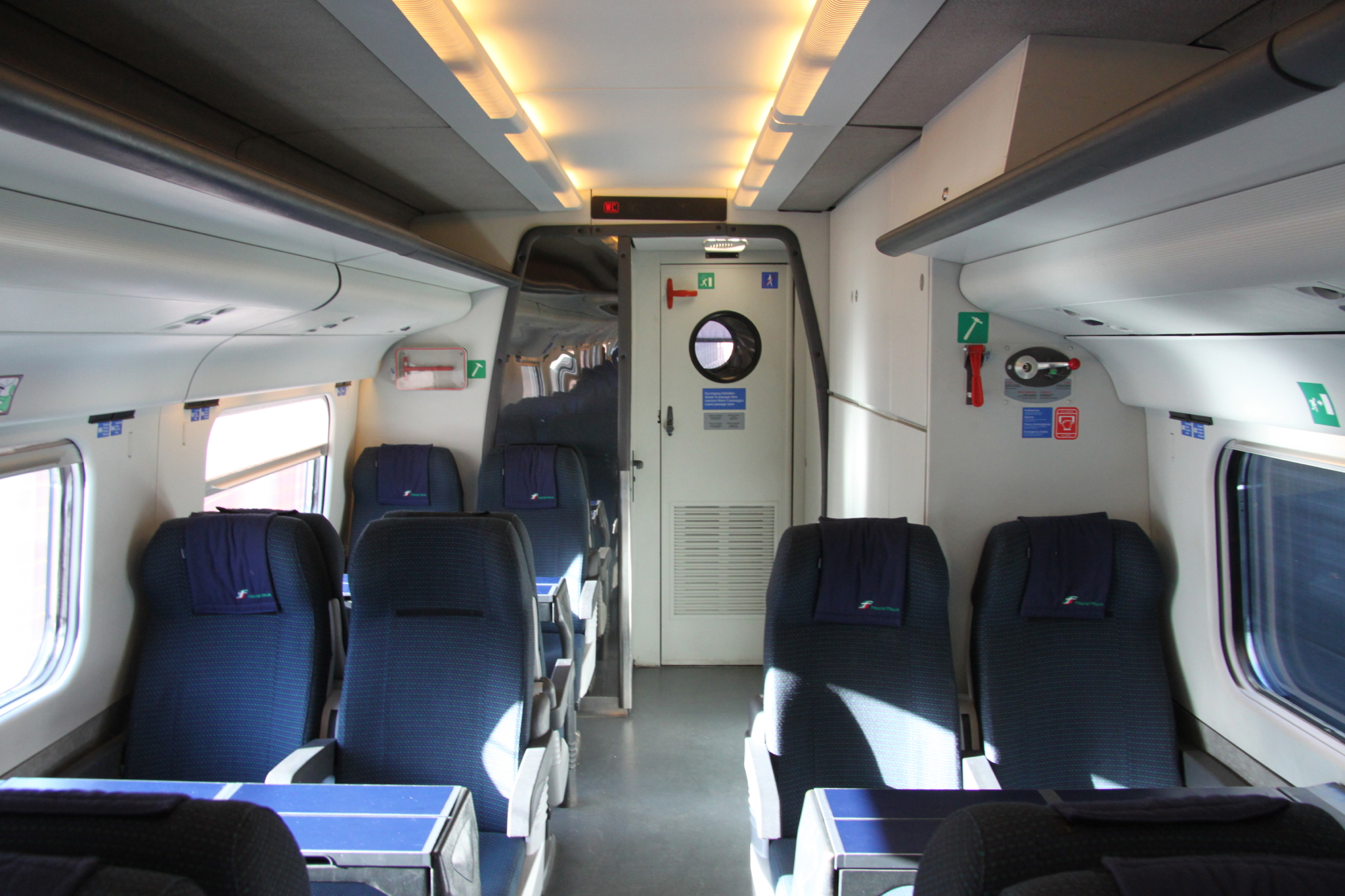
I nuovi interni di seconda classe dell' ETR.470 affidato a Trenitalia.

Quando gli ETR.470 erano tutti in forza a Cisalpino, la loro manutenzione era effettuata a Milano da Trenitalia, presso l'officina di Milano Greco. Il personale viaggiante, sino al 2009, era composto da personale di Trenitalia, delle Ferrovie Federali Svizzere (FFS) e, quando il treno entrava nel territorio tedesco, delle ferrovie tedesche (DB). La carrozza ristorante era gestita dalla Chef Express, società del Gruppo Cremonini.
A seguito del trasferimento in Grecia è stato aggiunto il sistema di alimentazione a 25 kV corrente alternata monofase ~ 50 Hz e sono stati eliminati i pantografi FS da 3 kV CC.

## Tecnica
L'assetto variabile permetteva di inclinare la cassa, tramite dei pistoni idraulici, fino ad un massimo di 8° a partire da una velocità di 45 km/h. I sensori erano posti nella prima carrozza Master e ciò comportava un leggero ritardo di quest'ultima nell'inclinamento della cassa causato dal tempo di reazione tra il rilevamento della curva e l'azionamento del sistema di inclinazione. Le carrozze successive Slave ricevevano le informazioni da quella di testa e potevano attivare il sistema di pendolamento esattamente nel momento in cui iniziava la curva.
Il vantaggio principale del sistema di assetto variabile idraulico dell'ETR.470 rispetto a quello elettrico, usato ad esempio sugli elettrotreni ICN delle FFS, risiedeva in una maggiore morbidezza nelle accelerazioni laterali.

## Design
Il design del treno, la livrea esterna e gli interni sono stati affidati a Giugiaro Design, come anche il logo Cisalpino e le uniformi del personale di bordo.
Successivamente fu realizzato un secondo restyling del treno con la prima classe facilmente individuabile dalla generosa fascia gialla.
Successivamente al 2007 gli interni di 1ª e 2ª classe furono rivisitati.

## Numerazione delle casse
Le casse sono numerate singolarmente. Nel treno 1 sono, dalla 1 alla 9: BAC 001, BB 201, RA 501, RB 401, BB 251, BAH 101, RA 301, BB 252, BAC 051. Le BB sono numerate 251 e 252 nel primo treno, 253 e 254 nel secondo e così via. I treni 3 e 7 si sono scambiati due casse: il 3 circola con la BAC 057 e viceversa il 7 con la BAC 053.

## Galleria d'immagini

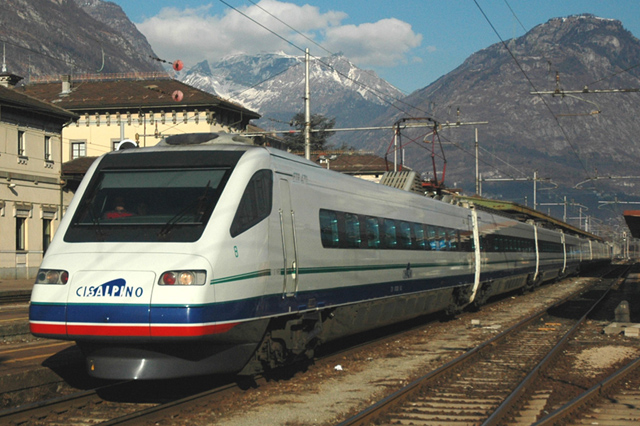
ETR.470-08 in livrea originale alla stazione di Domodossola
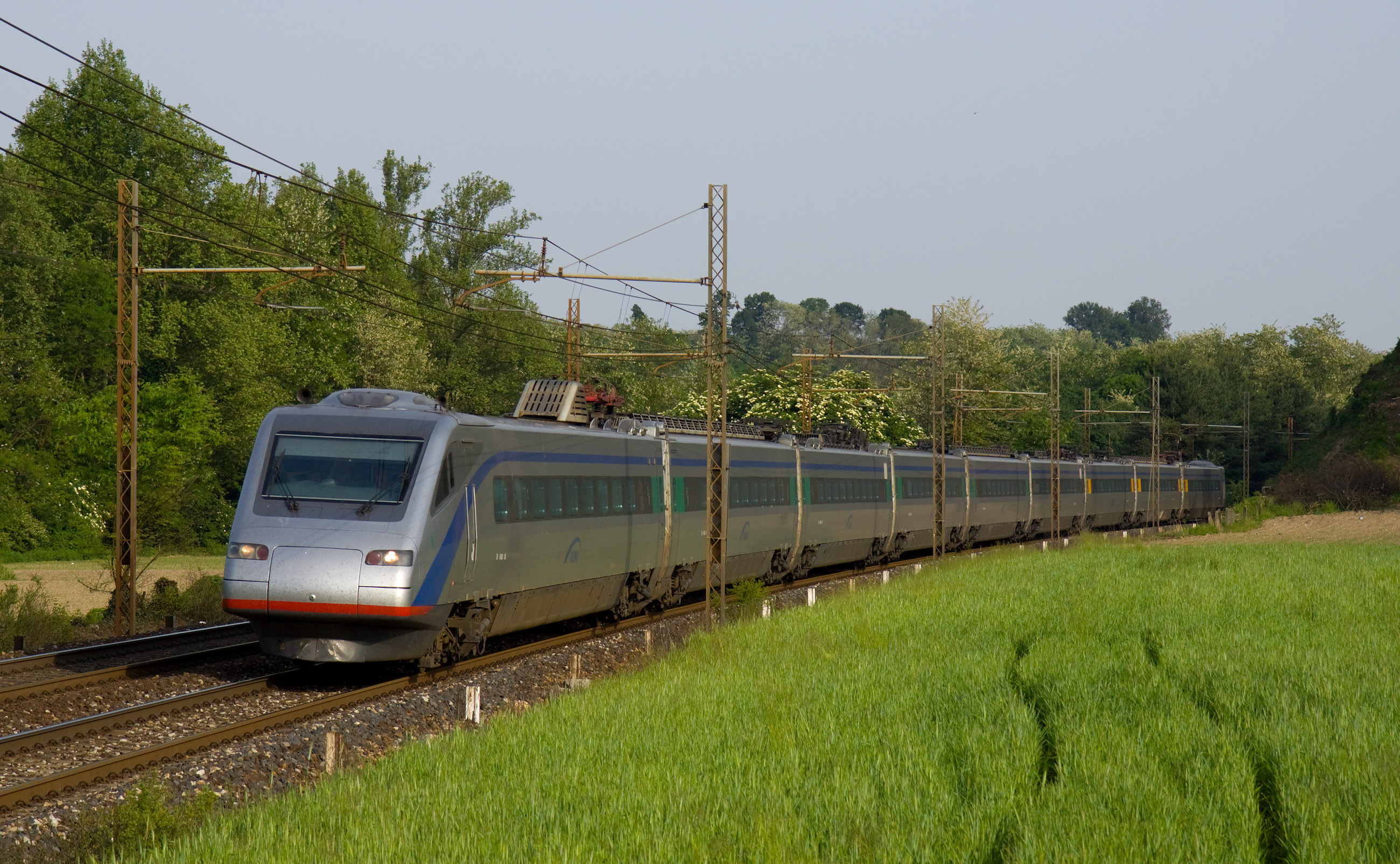
ETR.470-08 nella seconda livrea Cisalpino presso Carimate
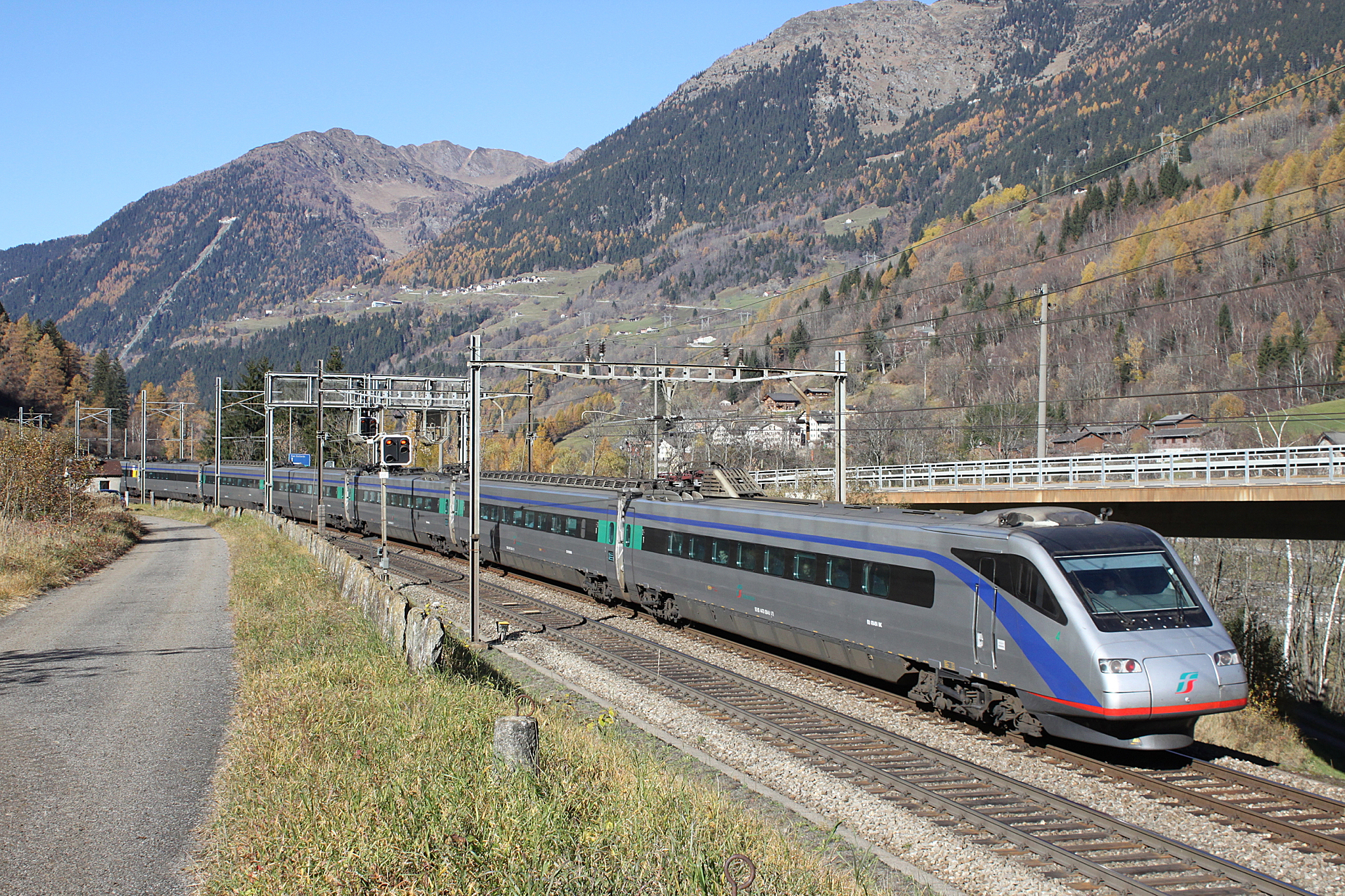
ETR.470-04 di Trenitalia tra le stazioni di Rodi-Fiesso e Ambrì-Piotta
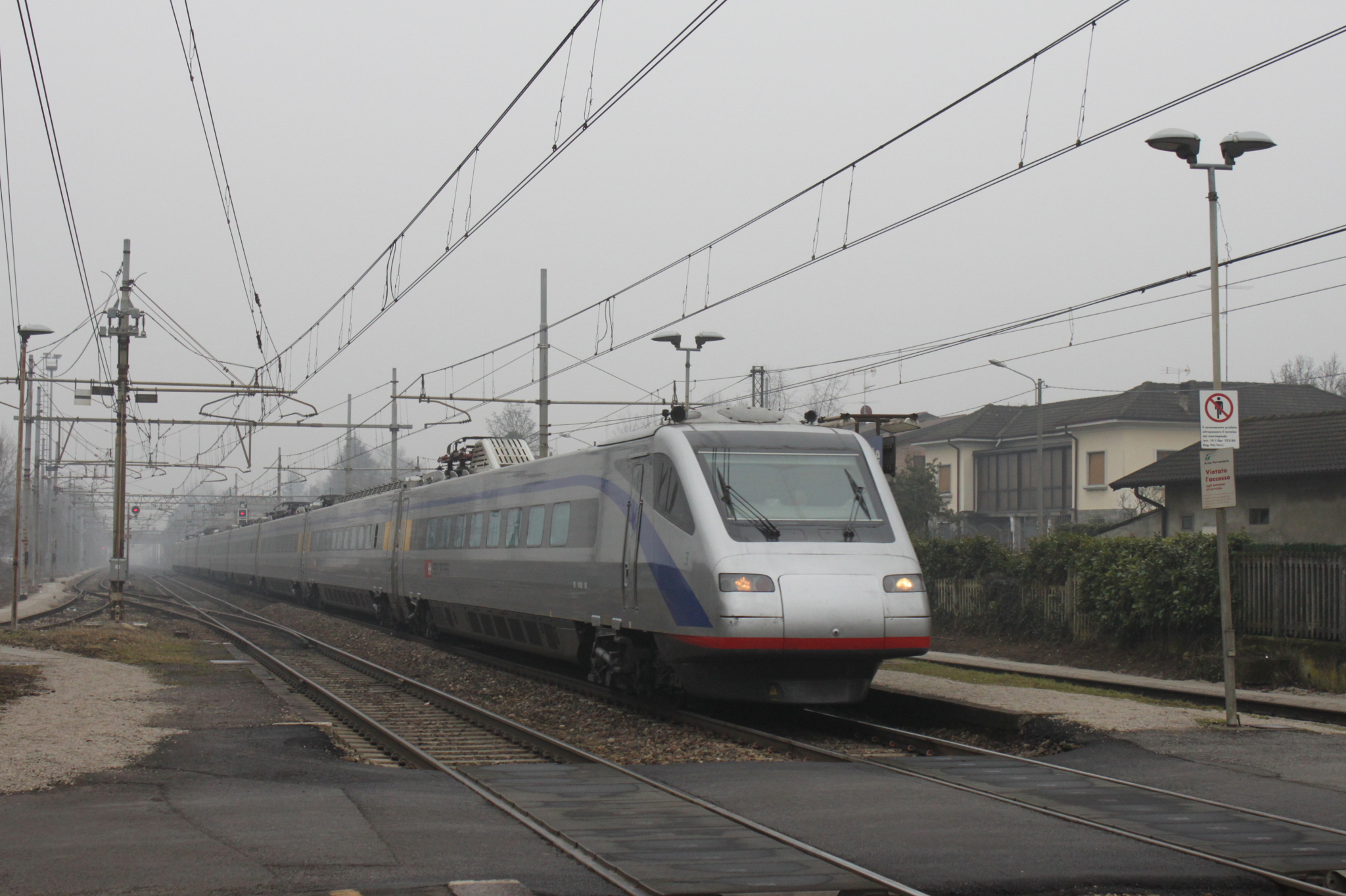
ETR.470-03 delle Ferrovie Federali Svizzere in transito presso la stazione di Carimate
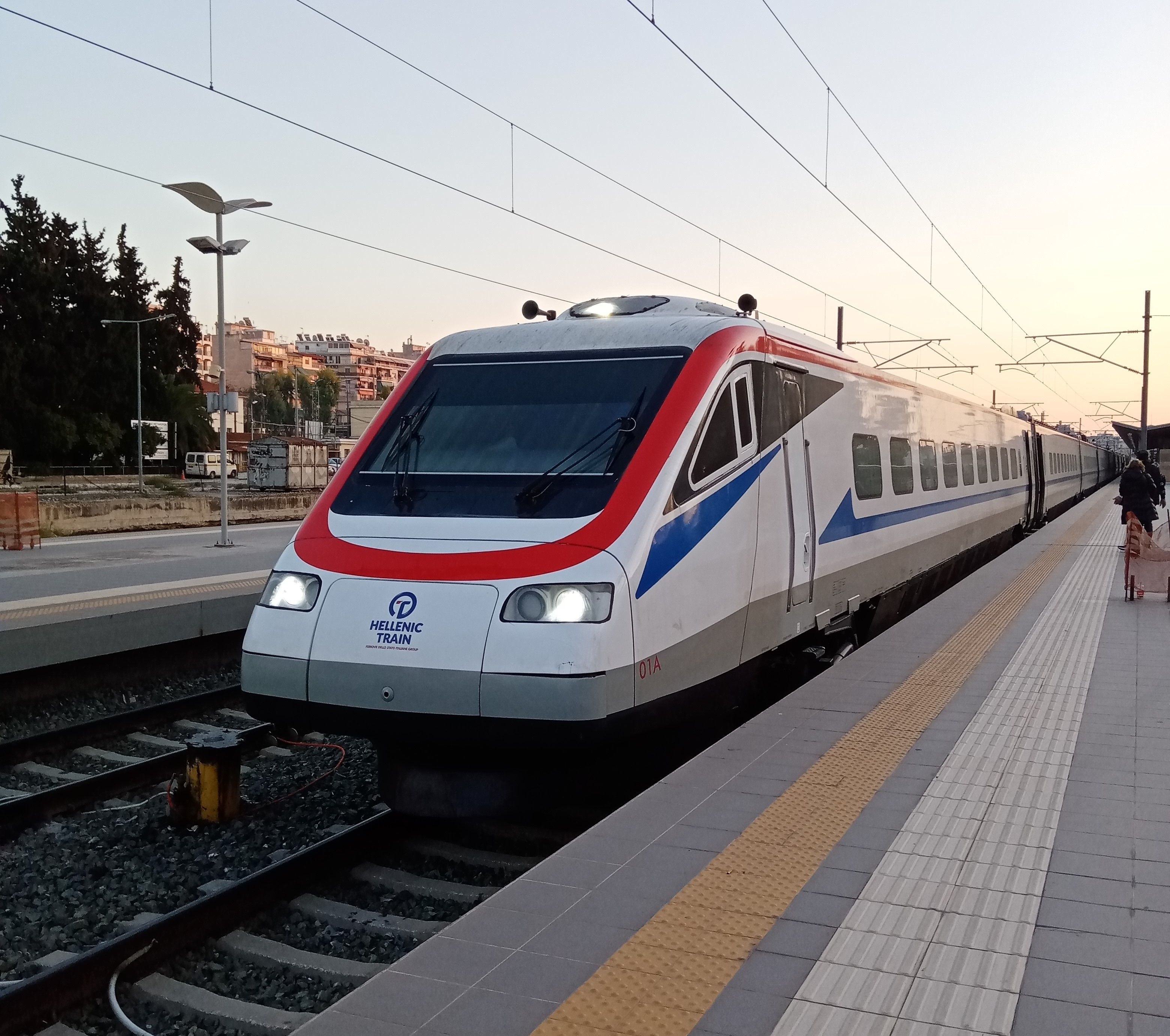
ETR.470-01 di Hellenic Train alla stazione di Atene